# Théodore-Edmond Olivier
Pour les articles homonymes, voir Olivier (homonymie).
Théodore-Edmond Olivier est un médecin, polygraphe, auteur de nombreux livres pour l'enseignement, né à Ath le 27 octobre 1817 et décédé à Rumes, le 13 juin 1867. 
Après avoir fait de bonnes études dans son pays, il alla les compléter à Paris. Sa thèse pour le doctorat fut présentée et soutenue à la faculté de médecine, en 1840. Rentré en Belgique, il s'établit à Tournai, où il fut nommé membre de la commission médicale. Ses aptitudes le portèrent à s'occuper spécialement
des matières qui se rattachent à l'enseignement public. Il fut nommé inspecteur cantonal des écoles primaires. Avec le professeur Louis Casterman, de Tournai, il publia, de 1848 à 1850, plusieurs écrits importants sur la réorganisation de l'enseignement moyen, auxquels il faut ajouter des recueils de chants nationaux, des cahiers contenant
des notions élémentaires de dessin, des opuscules, des traductions. Ces publications ont généralement reçu l'approbation
des hommes compétents, et l'on peut dire que leur auteur a puissamment contribué au développement de l'enseignement élémentaire.

## Œuvres
- Sur l'avenir de la littérature et de la librairie dans les Pays-Bas (Tournai, 1851).
- De la littérature française en Belgique (Tournai, 1852)
- La royauté belge et les libertés modernes (Tournai, 1854)
- De la guerre des paysans (de Boerenkrijg), de Henri Conscience, et de la portée des écrits nationaux (Gand, 1854)
- L'économie politique et les études moyennes (Bruxelles, 1855)
- Principes de l'économie politique (Tournai, 1855)
- Bienfaits de l'indépendance nationale, poésie. L'armurier et son fils. Imité du néerlandais de Van Nouhuis (Tournai, 1855)
- Histoire de Raoul, sire de Créquy, imité du même (Tournai, 1856)
- Bienfaits du règne de Léopold Ier, poésie (Tournai, 1856)
- Encyclopédie de l'enfance. Simples notions sur la nature, l'industrie et la société (Tournai, 1857)
- Grammaire française (Tournai, 1860)
- Exercices grammaticaux (Tournai, 1860)
- Traité de chimie élémentaire (Tournai, 1862)
- Traité de botanique élémentaire (Tournai, 1863)
- Traité d'astronomie élémentaire {Tournai, 1863)
- De l'affaiblissement du sens moral dans la littérature (Bruxelles, 1864)
- Le neveu de l'ingénieur. Causeries sur les principales inventions et découvertes (Tournai, 1864)
- Le médecin de la maison (Paris, 1864)
- Traité de zoologie élémentaire à l'usage des établissements d'instruction (Tournai, 1865)
- Le questionnaire de la jeunesse, ou l'année scientifique et amusante (Tournai, 1865)
- Les arts et les métiers (Tournai, 1874)